# 积分
积分（英語：integral）是微积分学与数学分析裡的一个核心概念。通常分为定积分和不定积分两种。直观地说，对于一个给定的正实值函数{\displaystyle f(x)}，{\displaystyle f(x)}在一个实数区间{\displaystyle [a,b]}上的定积分
{\displaystyle \int _{a}^{b}f(x)\,\mathrm {d} x}
可以在数值上理解为在{\displaystyle \textstyle Oxy}坐标平面上，由曲线{\displaystyle (x,f(x))}（{\displaystyle x\in [a,b]}），直线{\displaystyle x=a}，{\displaystyle x=b}以及{\displaystyle x}轴围成的曲边梯形的面积值。

函数 的定积分是函数与x轴围成的曲边梯形的有向面积：在x轴上方（蓝色）的面积为正，下方（黄色）的面积为负。

{\displaystyle f(x)}的不定积分（或原函数）是指任何满足导数是函数{\displaystyle f(x)}的函数{\displaystyle F(x)}。一个函数{\displaystyle f(x)}的不定积分不是唯一的：只要{\displaystyle F(x)}是{\displaystyle f(x)}的不定积分，那么与之相差一个常数的函数 {\displaystyle F(x)+C}也是{\displaystyle f}的不定积分。
微积分基本定理是微积分学中的一条重要定理，由艾萨克·牛顿和戈特弗里德·威廉·莱布尼茨在十七世纪分别独立发现。微积分基本定理将积分与微分建立联系，通过找出一个函数的原函数，即可方便地计算它在一个区间上的积分。积分和导数已成为高等数学中最基本的工具，并在自然科学和工程学中得到广泛运用。
积分的一个严格的数学定义由波恩哈德·黎曼给出，因此习惯上我们常见的积分也称为“黎曼积分”。黎曼的定义运用了极限的概念，把曲边梯形设想为一系列矩形组合的极限。从十九世纪起，更高级的积分定义逐渐出现，有了对各种积分区间上的各种类型的函数的积分。对微分形式的积分是微分几何中的基本概念。
对积分概念的推广来自于物理学的需要，并体现在许多重要的物理定律中，尤其是电动力学。现代的积分概念基于测度论，主要是由昂利·勒貝格建立的勒贝格积分。

## 简介

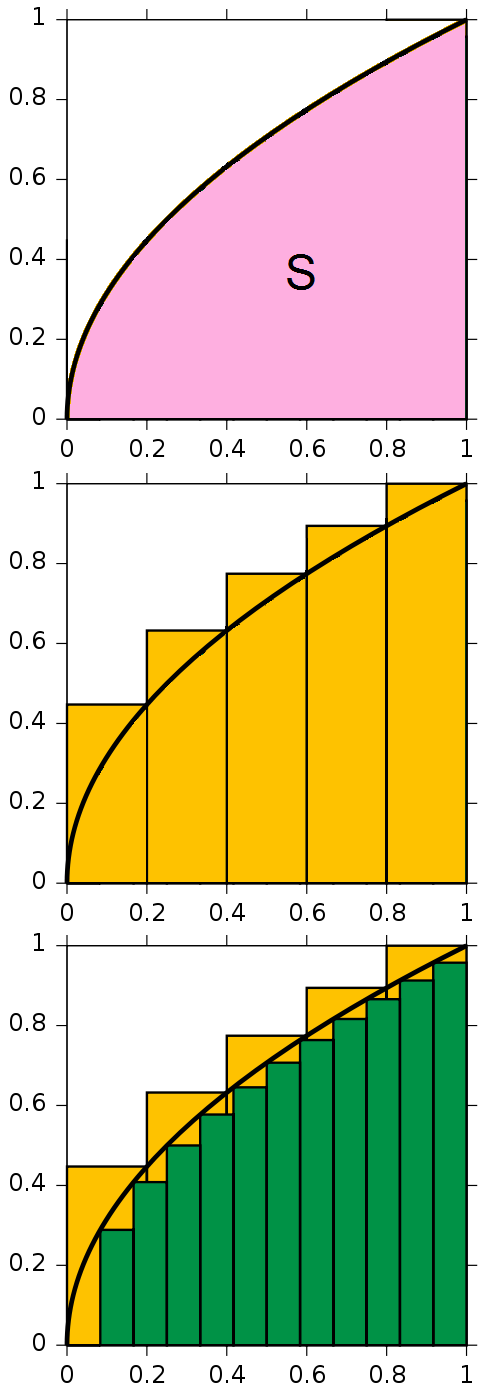
函数在区间 上积分的近似 ■ 极大值（5部分）和■ 极小值（12部分）

积分发展的动力源自实际应用中的需求。实际操作中，有时候可以用粗略的方式进行估算一些未知量，但随着科技的发展，很多时候需要知道精确的数值。要求简单几何形体的面积或体积，可以套用已知的公式。但如果游泳池是卵形、抛物型或更加不规则的形状，就需要用积分来求出容积。物理学中，常常需要知道一个物理量（比如位移）对另一个物理量（比如力）的累积效果，这时也需要用到积分。

什麼是積分（動畫

我们以下面这个问题作为介绍积分概念的开始：
考虑平方根函数{\displaystyle f:\,x\mapsto {\sqrt {x}}}，其中{\displaystyle x\in [0,\,1]}。在区间[0,1]上，函数{\displaystyle f}“下方”的面积是多少？
问题中的“下方”面积，是指函数{\displaystyle y=f(x)}的图象与x轴之间的部分的面积{\displaystyle S}（见右图）。我们把这个面积称为函数{\displaystyle f}在区间{\displaystyle [0,1]}上的积分，写作：
{\displaystyle S=\int _{0}^{1}{\sqrt {x}}\,\mathrm {d} x\,\!.}
其中的{\displaystyle \mathrm {d} x}称为积分变量，表示要求面积的范围是用坐标轴横轴的刻度计算；{\displaystyle \int _{0}^{1}}则表示从0开始算起，到1为止，称为积分范围或积分域，其中0称为积分下界，1称为积分上界，{\displaystyle \int }叫做积分号，是从拉长的字母S演变过来的。函数{\displaystyle {\sqrt {x}}}写在中间，称为被积函数。
改进的方法是用更多的小方框来将函数图象“覆盖”，如右图中的做法，就是将坐标轴横轴{\displaystyle [0,1]}等分成5个部分：{\displaystyle [0,0.2)}、{\displaystyle [0.2,0.4)}、{\displaystyle [0.4,0.6)}、{\displaystyle [0.6,0.8)}、{\displaystyle [0.8,1]}，然后每一部分上放一个黄色的长方形（见右图■）。这5个长方形的高度分别是函数在每个部分的极大值（也就是最右侧的值）：{\displaystyle {\sqrt {0.2}}}、{\displaystyle {\sqrt {0.4}}}、{\displaystyle {\sqrt {0.6}}}、{\displaystyle {\sqrt {0.8}}}、{\displaystyle 1}。这样函数下方的部分就被5个黄色长方形覆盖了，所以面积{\displaystyle S}小于5个黄色长方形面积之和：
{\displaystyle {\sqrt {0.2}}\left(0.2-0\right)+{\sqrt {0.4}}\left(0.4-0.2\right)+{\sqrt {0.6}}\left(0.6-0.4\right)+{\sqrt {0.8}}\left(0.8-0.6\right)+{\sqrt {1}}\left(1-0.8\right)\approx 0.7497.\,\!}
求出了{\displaystyle S}的上限之后，用类似的方法可以求{\displaystyle S}的下限。同样是将坐标轴等分成若干部分，然后在每个部分放上长方形，不过这时候长方形的高度需要是函数在这个部分的最小值，也就是最左侧的值。比如，如果将横轴等分成12个部分，然后按照以上的方法放上绿色长方形（如右图■），那么从图中可以看出，{\displaystyle S}必定大于绿色长方形面积之和：
{\displaystyle {\sqrt {\frac {0}{12}}}\left({\frac {1}{12}}-0\right)+{\sqrt {\frac {1}{12}}}\left({\frac {2}{12}}-{\frac {1}{12}}\right)+\cdots +{\sqrt {\frac {11}{12}}}\left(1-{\frac {11}{12}}\right)\approx 0.6203.\,\!}
于是，面积{\displaystyle S}的取值介于0.6203和0.7497之间。要取得更加精确的估计，可以将横轴细分成更多的部分，并按照同样的方法放置长方形，计算长方形的面积之和。随着长方形越来越多，每个长方形越来越“细”，计算出的{\displaystyle S}的范围会越来越窄，最后得出{\displaystyle S}的精确值。
以上的方法可能出现的“漏洞”，是所谓的“取值范围”不一定会越来越小，最后聚集到同一个值上。虽然直观上来说，由于函数下方的图形面积是确定的，只要不断地用相似的形状“逼近”，最后总会趋向函数下方图形的真实面积。然而，对于某些“病态”的函数，以上的方法是无法得到确定的数值的。十九世纪的数学家波恩哈德·黎曼证明了，对于满足某些条件的良态函数，以上的方法一定能求出函数下方的面积。现代的数学家将这种方法求出的面积称为黎曼积分，并给出了严格的定义（见#严格定义一节）。对于那些无法用黎曼的方法定义“函数下方图形面积”的函数，黎曼之后的数学家发展出了一些更宽泛的定义，让这些函数也能定义积分。

### 术语和标记
如果一个函数的积分存在，并且有限，就说这个函数是可积的。一般来说，被积函数不一定只有一个变量，积分域也可以是不同维度的空间，甚至是没有直观几何意义的抽象空间。如同上面介绍的，对于只有一个变量 {\displaystyle x}的实值函数 {\displaystyle f} ， {\displaystyle f}在闭区间 {\displaystyle [a,b]}上的积分记作
{\displaystyle \int _{a}^{b}f(x)\,\mathrm {d} x.}
其中的{\displaystyle \mathrm {d} x}除了表示{\displaystyle x}是{\displaystyle f} 中要进行积分的那个变量（积分变量）之外，还可以表示不同的含义。在黎曼积分中，{\displaystyle \mathrm {d} x}表示分割区间的标记；在勒贝格积分中，表示一个测度；或仅仅表示一个独立的量（微分形式）。一般的区间或者积分范围{\displaystyle J}，{\displaystyle J}上的积分可以记作{\displaystyle \int _{J}f(x)\,\mathrm {d} x.}
如果变量不只一个，比如说在二重积分中，函数{\displaystyle f(x,y)\,\!} 在区域D上的积分记作
{\displaystyle \iint _{D}f(x,y)\,\!\,\mathrm {d} \sigma } 或者 {\displaystyle \iint _{D}f(x,y)\,\!\,\mathrm {d} x\mathrm {d} y}
其中 {\displaystyle \mathrm {d} \sigma } 与区域 {\displaystyle D} 对应，是相应积分域中的微分元。

## 严格定义
定义积分的方法不止一种，各种定义之间也不是完全等价的。其中的差别主要是在定义某些特殊的函数：在某些积分的定义下这些函数不可积分，但在另一些定义之下它们的积分存在。然而有时也会因为教学的原因造成定义上的差别。最常见的积分定义是黎曼积分和勒贝格积分。

### 黎曼积分

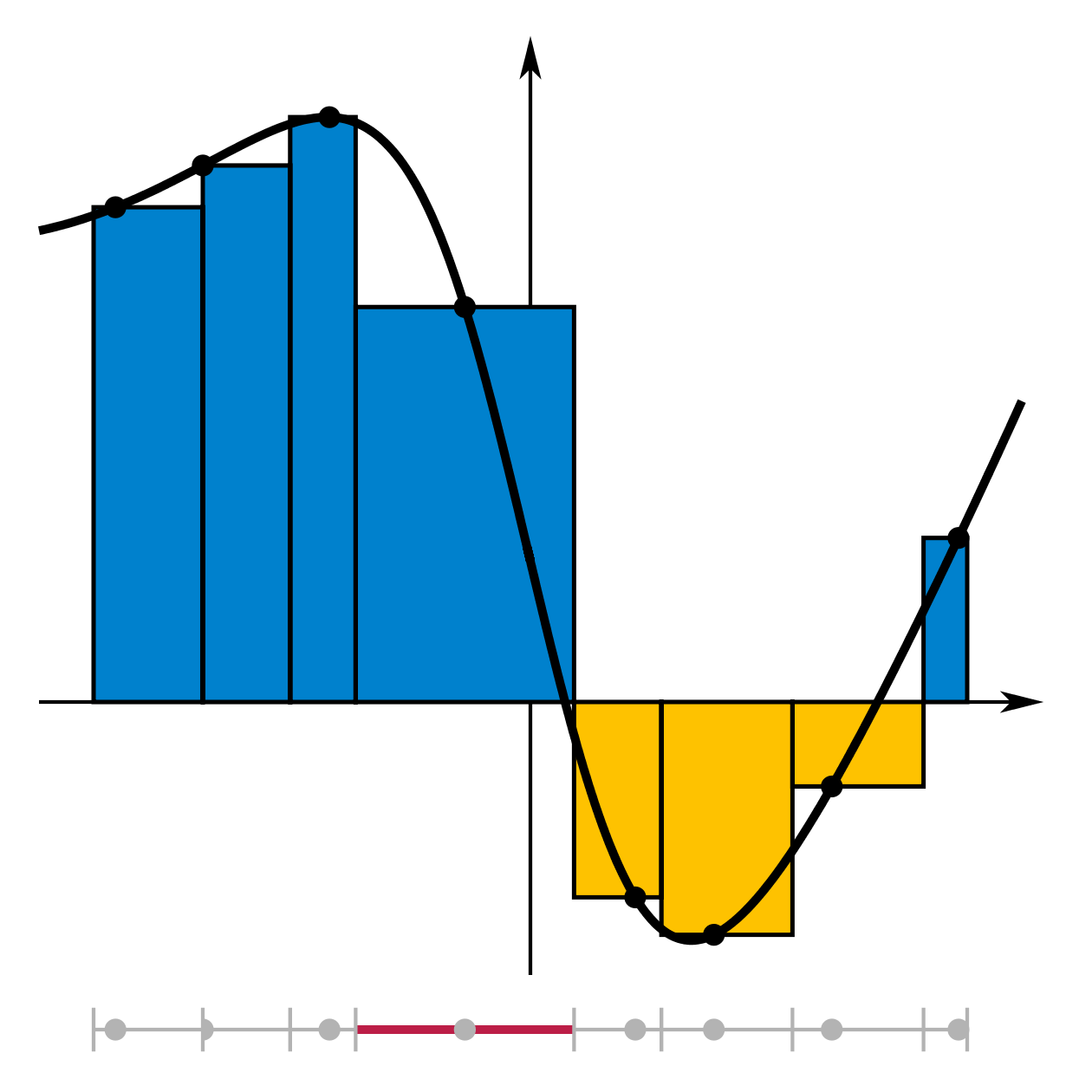
在闭区间上取定一个（不规则的）取样分割后获得的黎曼和

黎曼积分得名于德国数学家波恩哈德·黎曼，建立在函数在区间取样分割后的黎曼和之上。设有闭区间{\displaystyle [a,b]}，那么{\displaystyle [a,b]}的一个分割是指在此区间中取一个有限的点列{\displaystyle a=x_{0}<x_{1}<x_{2}<\ldots <x_{n}=b}。每个闭区间{\displaystyle [x_{i},x_{i+1}]}叫做一个子区间。定义{\displaystyle \lambda } 为这些子区间长度的最大值：{\displaystyle \lambda =\max(x_{i+1}-x_{i})}，其中{\displaystyle 0\leq i\leq n-1}。而闭区间{\displaystyle [a,b]}上的一个取样分割是指在进行分割{\displaystyle a=x_{0}<x_{1}<x_{2}<\ldots <x_{n}=b}后，于每一个子区间中{\displaystyle [x_{i},x_{i+1}]}取出一点 {\displaystyle x_{i}\leq t_{i}\leq x_{i+1}}。

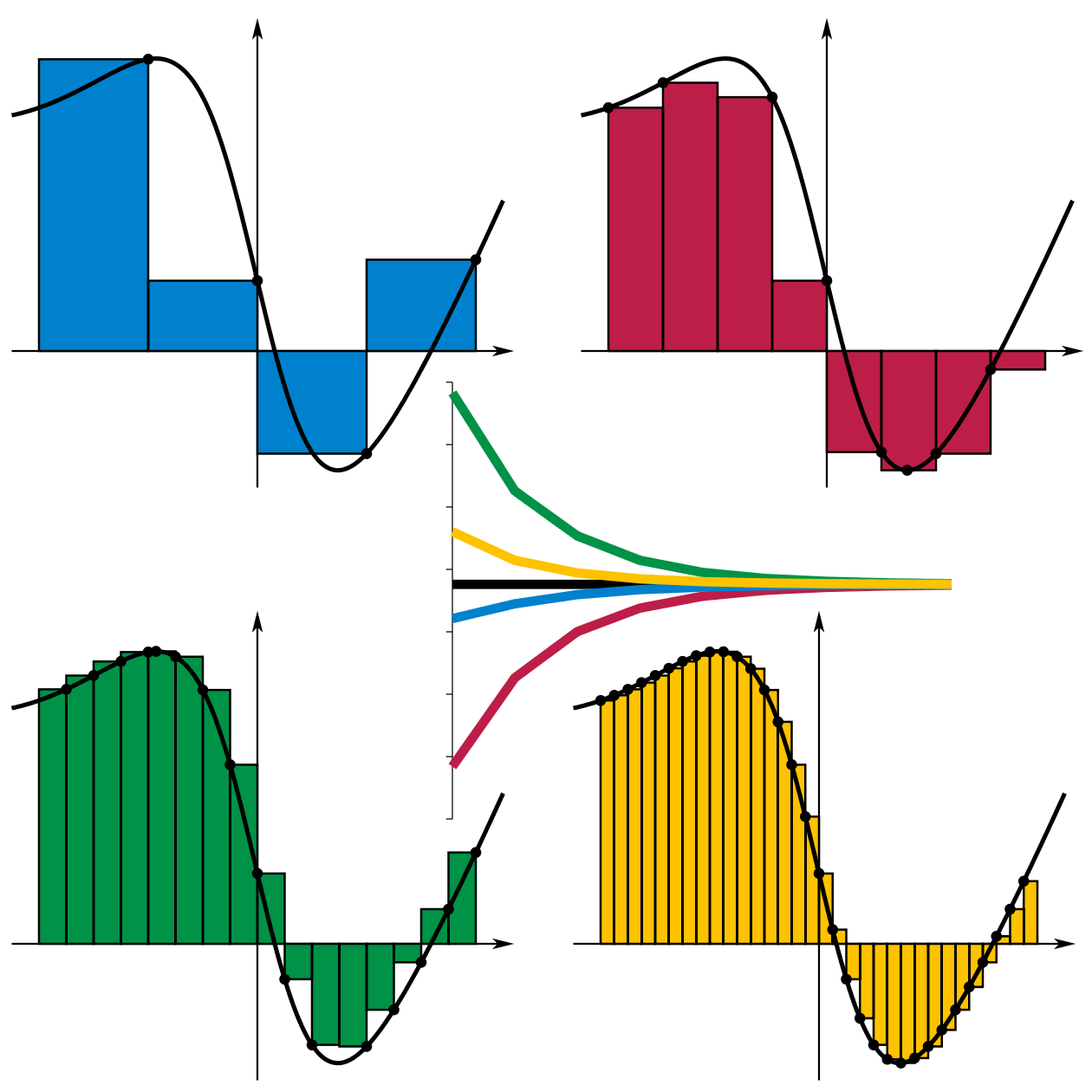
确定的子区间上不同的取样方式构成的黎曼和：■ 右端值，■ 极小值， ■ 极大值， ■ 左端值。

对一个在闭区间{\displaystyle [a,b]}有定义的实值函数{\displaystyle f}，{\displaystyle f}关于取样分割{\displaystyle x_{0},\ldots ,x_{n}} 、{\displaystyle t_{0},\ldots ,t_{n-1}}的黎曼和定义为以下和式：
和式中的每一项是子区间长度{\displaystyle x_{i+1}-x_{i}}与在{\displaystyle t_{i}}处的函数值{\displaystyle f(t_{i})}的乘积。直观地说，就是以标记点{\displaystyle t_{i}}到X轴的距离为高，以分割的子区间为长的矩形的面积。
最简单的取样分割方法是将区间均匀地分成若干个长度相等的子区间，然后在每个子区间上按相同的准则取得标记点。例如取每个子区间右端{\displaystyle t_{i}=x_{i+1}}（见左图左上角）或者取每个子区间上函数的极大值对应的{\displaystyle t_{i}}（左图左下角）等等。不同的取样分割方式得到的黎曼和一般都不相同，而如果当{\displaystyle \lambda }足够小的时候，所有的黎曼和都趋于某个极限，那么这个极限就叫做函数{\displaystyle f}在闭区间{\displaystyle [a,b]}上的黎曼积分。即，{\displaystyle S}是函数{\displaystyle f}在闭区间{\displaystyle [a,b]}上的黎曼积分，当且仅当对于任意的{\displaystyle \epsilon >0}，都存在{\displaystyle \delta >0}，使得对于任意的取样分割{\displaystyle x_{0},\ldots ,x_{n}}、{\displaystyle t_{0},\ldots ,t_{n-1}}，只要它的子区间长度最大值{\displaystyle \lambda \leq \delta } ，就有：
也就是说，对于一个函数{\displaystyle f}，如果在闭区间{\displaystyle [a,b]}上，无论怎样进行取样分割，只要它的子区间长度最大值足够小，函数{\displaystyle f}的黎曼和都会趋向于一个确定的值{\displaystyle S}，那么{\displaystyle f}在闭区间{\displaystyle [a,b]}上的黎曼积分存在，并且定义为黎曼和的极限{\displaystyle S}。这时候称函数{\displaystyle f}为黎曼可积的。将{\displaystyle f}在闭区间{\displaystyle [a,b]}上的黎曼积分记作：

### 勒贝格积分

黎曼积分（蓝色）和勒贝格积分（红色）

勒贝格积分的出现源于概率论等理论中对更为不规则的函数的处理需要。黎曼积分无法处理这些函数的积分问题。因此，需要更为广义化的积分概念，使得更多的函数能够定义积分。同时，对于黎曼可积的函数，新积分的定义不应当与之冲突。勒贝格积分就是这样的一种积分。 黎曼积分对初等函数和分段连续的函数定义了积分的概念，勒贝格积分则将积分的定义推广到测度空间裡。:Intro.2-3
勒贝格积分的概念定义在测度的概念上。测度是日常概念中测量长度、面积的推广，将其以公理化的方式定义。黎曼积分实际可以看成是用一系列矩形来尽可能铺满函数曲线下方的图形，而每个矩形的面积是长乘宽，或者说是两个区间之长度的乘积。测度为更一般的空间中的集合定义了类似长度的概念，从而能够“测量”更不规则的函数曲线下方图形的面积，从而定义积分。在一维实空间中，一个区间 {\displaystyle A=[a,b]} 的勒贝格测度{\displaystyle \mu (A)} 是区间的右端值减去左端值， {\displaystyle b-a}。这使得勒贝格积分和正常意义上的黎曼积分相兼容。在更复杂的情况下，积分的集合可以更加复杂，不再是区间，甚至不再是区间的交集或并集，其“长度”则由测度来给出。:Intro.3
给定一个集合{\displaystyle \Omega }上的{\displaystyle \sigma -}代数{\displaystyle {\mathcal {F}}}以及{\displaystyle {\mathcal {F}}}上的一个测度{\displaystyle \mu }，那么对于{\displaystyle {\mathcal {F}}}中的一个元素{\displaystyle A\subset \Omega }，定义指示函数{\displaystyle 1_{A}}关于测度{\displaystyle \mu }的积分为：
{\displaystyle \int 1_{A}\,\mathrm {d} \mu =\mu (A)}
再定义可测的非负简单函数{\displaystyle f=\sum _{i=1}^{n}a_{i}1_{A_{i}}}（其中 {\displaystyle A_{i}\in {\mathcal {F}},\,\,a_{i}\geqslant 0}）的积分为：
{\displaystyle \int f\,\mathrm {d} \mu =\int \left(\sum _{i=1}^{n}a_{i}1_{A_{i}}\right)\,\mathrm {d} \mu =\sum _{i=1}^{n}a_{i}\int 1_{A_{i}}\,\mathrm {d} \mu =\sum _{i=1}^{n}a_{i}\mu (A_{i})}:28
对于一般的函数{\displaystyle f:\Omega \rightarrow \mathbb {R} }，如果对每个区间{\displaystyle (a,b]}，都满足 {\displaystyle f^{-1}\left((a,b]\right)\in {\mathcal {F}}}，那么测度论中定义{\displaystyle f}是可测函数。对于一个非负的可测函数{\displaystyle f}，它的积分定义为：
{\displaystyle \int f\,\mathrm {d} \mu =\sup {\bigg \{}g,\quad g}为简单函数，并且{\displaystyle f-g}恒大于零{\displaystyle .\,{\bigg \}}}:30
这个积分可以用以下的方式逼近：
{\displaystyle \int f\,\mathrm {d} \mu =\lim _{n\to +\infty }\left[\sum _{k=0}^{n2^{n}-1}{\frac {k}{2^{n}}}\mu \left({\frac {k}{2^{n}}}\leqslant f<{\frac {k+1}{2^{n}}}\right)+n\mu (f\geqslant n)\right]=\lim _{n\to +\infty }\left[{\frac {1}{2^{n}}}\sum _{k=0}^{n2^{n}-1}\mu \left({\frac {k}{2^{n}}}\leqslant f\right)\right]}:344
直观上，这种逼近方式是将{\displaystyle f}的值域分割成等宽的区段，再考察每段的“长度”，用其测度表示，再乘以区段所在的高度。其覆盖之处如右图中的红色区域所示。佛兰德（Folland）总结说，“黎曼积分是把定义域区间 {\displaystyle [a,b]} 划分为子区间”，而勒贝格积分则是“划分{\displaystyle f}的值域”。
至于一般的（有正有负的）可测函数{\displaystyle f}，它的积分是函数曲线在x轴上方“围出”的面积，减去曲线在x轴下方“围出”的面积。严格定义需要引进“正部函数”和“负部函数”的概念：
{\displaystyle f^{+}:} 如果{\displaystyle f(x)\geqslant 0,} 则{\displaystyle f^{+}(x)=f(x),} 否则{\displaystyle f^{+}(x)=0.}
{\displaystyle f^{-}:} 如果{\displaystyle f(x)\leqslant 0,} 则{\displaystyle f^{-}(x)=-f(x),} 否则{\displaystyle f^{-}(x)=0.}
可以验证，总有{\displaystyle f(x)=f^{+}(x)-f^{-}(x).} 而{\displaystyle f}的积分定义为：{\displaystyle \int f\,\mathrm {d} \mu =\int f^{+}\,\mathrm {d} \mu -\int f^{-}\,\mathrm {d} \mu }:41-42:345
以上定义有意义仅当{\displaystyle \int f^{+}\,\mathrm {d} \mu }和{\displaystyle \int f^{-}\,\mathrm {d} \mu }中至少有一个的值是有限的（否则会出现无穷大减无穷大的情况），这时称{\displaystyle f}的勒贝格积分存在或积分有意义。如果{\displaystyle \int f^{+}\,\mathrm {d} \mu }和{\displaystyle \int f^{-}\,\mathrm {d} \mu }都是有限的，那么称{\displaystyle f}可积。:42-45:345
给定一个可测集合{\displaystyle A}，可以定义可积函数在{\displaystyle A}上的积分为：
{\displaystyle \int _{A}f\,\mathrm {d} \mu =\int f1_{A}\,\mathrm {d} \mu .}:345

### 其他定义
除了黎曼积分和勒贝格积分以外，还有若干不同的积分定义，适用于不同种类的函数。
- 达布积分：等价于黎曼积分的一种定义，比黎曼积分更加简单，可用来帮助定义黎曼积分。
- 黎曼－斯蒂尔杰斯积分：黎曼积分的推广，用一般的函数 {\displaystyle g(x)} 代替 {\displaystyle x} 作为积分变量，也就是将黎曼和中的{\displaystyle (x_{i+1}-x_{i})}推广为{\displaystyle (g(x_{i+1})-g(x_{i}))}。
- 勒贝格－斯蒂尔杰斯积分：勒贝格积分的推广，推广方式类似于黎曼－斯蒂尔杰斯积分，用有界变差函数 {\displaystyle g} 代替测度{\displaystyle \mu }。
- 哈尔积分：由阿尔弗雷德·哈尔于1933年引入，用来处理局部紧拓扑群上的可测函数的积分，参见哈尔测度。
- 伊藤积分：由伊藤清于二十世纪五十年代引入，用于计算包含随机过程如维纳过程或半鞅的函数的积分。

## 性质
通常意义上的积分都满足一些基本的性质。以下的{\displaystyle {\mathcal {I}}}在黎曼积分意义上表示一个区间，在勒贝格积分意义下表示一个可测集合。

### 线性
积分是线性的。如果一个函数{\displaystyle f}可积，那么它乘以一个常数後仍然可积。如果函数{\displaystyle f}和{\displaystyle g}可积，那么它们的和与差也可积。
{\displaystyle \int _{\mathcal {I}}(\alpha f+\beta g)=\alpha \int _{\mathcal {I}}f+\beta \int _{\mathcal {I}}g\,}
所有在{\displaystyle {\mathcal {I}}}上可积的函数构成了一个线性空间。黎曼积分的意义上，所有区间[a, b]上黎曼可积的函数{\displaystyle f}和{\displaystyle g}都满足：
{\displaystyle \int _{a}^{b}(\alpha f+\beta g)(x)\,\mathrm {d} x=\alpha \int _{a}^{b}f(x)\,\mathrm {d} x+\beta \int _{a}^{b}g(x)\,\mathrm {d} x.\,}
所有在可测集合{\displaystyle {\mathcal {I}}}上勒贝格可积的函数{\displaystyle f}和{\displaystyle g}都满足：
{\displaystyle \int _{\mathcal {I}}(\alpha f+\beta g)\,\mathrm {d} \mu =\alpha \int _{\mathcal {I}}f\,\mathrm {d} \mu +\beta \int _{\mathcal {I}}g\,\mathrm {d} \mu .}
在积分区域上，积分有可加性。黎曼积分意义上，如果一个函数{\displaystyle f}在某区间上黎曼可积，那么对于区间内的三个实数 {\displaystyle a}, {\displaystyle b}, {\displaystyle c}，有
{\displaystyle \int _{a}^{c}f(x)\,\mathrm {d} x=\int _{a}^{b}f(x)\,\mathrm {d} x+\int _{b}^{c}f(x)\,\mathrm {d} x\,}
如果函数{\displaystyle f}在两个不相交的可测集{\displaystyle {\mathcal {I}}}和{\displaystyle {\mathcal {J}}}上勒贝格可积，那么
{\displaystyle \int _{{\mathcal {I}}\cup {\mathcal {J}}}f\,\mathrm {d} \mu =\int _{\mathcal {I}}f\,\mathrm {d} \mu +\int _{\mathcal {J}}f\,\mathrm {d} \mu .}
如果函数{\displaystyle f}勒贝格可积，那么对任意{\displaystyle \epsilon >0}，都存在{\displaystyle \delta }，使得{\displaystyle {\mathcal {F}}}中任意的元素{\displaystyle A}，只要{\displaystyle \mu (A)<\delta }，就有{\displaystyle \int _{A}\left|f\right|\,\mathrm {d} \mu <\epsilon }

### 保号性
如果一个函数{\displaystyle f}在某个区间上黎曼可积，并且在此区间上大于等于零。那么它在这个区间上的积分也大于等于零。如果{\displaystyle f}勒贝格可积并且几乎总是大于等于零，那么它的勒贝格积分也大于等于零。作为推论，如果两个{\displaystyle {\mathcal {I}}}上的可积函数{\displaystyle f}和{\displaystyle g}相比， {\displaystyle f}（几乎）总是小于等于{\displaystyle g}，那么{\displaystyle f}的（勒贝格）积分也小于等于{\displaystyle g}的（勒贝格）积分。
如果黎曼可积的非负函数{\displaystyle f}在{\displaystyle {\mathcal {I}}}上的积分等于0，那么除了有限个点以外，{\displaystyle f=0}。如果勒贝格可积的非负函数{\displaystyle f}在{\displaystyle {\mathcal {I}}}上的积分等于0，那么{\displaystyle f}几乎处处为0。如果{\displaystyle {\mathcal {F}}}中元素{\displaystyle A}的测度{\displaystyle \mu (A)}等于0，那么任何可积函数在{\displaystyle A}上的积分等于0。
函数的积分表示了函数在某个区域上的整体性质，改变函数某点的取值不会改变它的积分值。对于黎曼可积的函数，改变有限个点的取值，其积分不变。对于勒贝格可积的函数，某个测度为0的集合上的函数值改变，不会影响它的积分值。如果两个函数几乎处处相同，那么它们的积分相同。如果对{\displaystyle {\mathcal {F}}}中任意元素{\displaystyle A}，可积函数{\displaystyle f}在{\displaystyle A}上的积分总等于（大于等于）可积函数{\displaystyle g}在{\displaystyle A}上的积分，那么{\displaystyle f}几乎处处等于（大于等于）{\displaystyle g}。

### 介值性质
如果{\displaystyle f}在{\displaystyle {\mathcal {I}}}上可积， {\displaystyle M}和{\displaystyle m}分别是{\displaystyle f}在{\displaystyle {\mathcal {I}}}上的最大值和最小值，那么：
{\displaystyle mL({\mathcal {I}})\leqslant \int _{\mathcal {I}}f\leqslant ML({\mathcal {I}})}
其中的{\displaystyle L({\mathcal {I}})}在黎曼积分中表示区间{\displaystyle {\mathcal {I}}}的长度，在勒贝格积分中表示{\displaystyle {\mathcal {I}}}的测度。

### 绝对连续性
积分的绝对连续性表明，如果函数在某区间或集合上可积，那么当积分区域是近乎全区域的时候，积分的值也会逼近在全区域上的积分值。如果函数{\displaystyle f}在某区间{\displaystyle {\mathcal {I}}}上黎曼可积，那么对于满足{\displaystyle {\mathcal {I}}_{n}\subset {\mathcal {I}}_{n+1}}，{\displaystyle \lim _{n\to \infty }{\mathcal {I}}_{n}={\mathcal {I}}}的区间序列{\displaystyle \left({\mathcal {I}}_{n}\right)_{n\in \mathbb {N} }}，有
{\displaystyle \lim _{n\to \infty }\int _{{\mathcal {I}}_{n}}f(x)\,\mathrm {d} x=\int _{\mathcal {I}}f(x)\,\mathrm {d} x}

### 积分不等式
涉及积分的基本不等式可以看作是一些离散不等式的类比。如柯西不等式的积分版本：假如有函数{\displaystyle f}和{\displaystyle g}使得{\displaystyle fg}、{\displaystyle f^{2}}、{\displaystyle g^{2}}都在区间{\displaystyle {\mathcal {I}}}上黎曼可积，那么
{\displaystyle \left(\int _{\mathcal {I}}(fg)(x)\,\mathrm {d} x\right)^{2}\leq \left(\int _{\mathcal {I}}f(x)^{2}\,\mathrm {d} x\right)\left(\int _{\mathcal {I}}g(x)^{2}\,\mathrm {d} x\right).}
而更广泛的赫尔德不等式也有积分版本。设有正实数{\displaystyle p}和{\displaystyle q}，其倒数和为1：{\displaystyle {\frac {1}{p}}+{\frac {1}{q}}=1}，则对黎曼可积函数{\displaystyle f}和{\displaystyle g}，有以下不等关系（在下式各项有意义的时候）：
{\displaystyle \left|\int f(x)g(x)\,\mathrm {d} x\right|\leqslant \left(\int \left|f(x)\right|^{p}\,\mathrm {d} x\right)^{\frac {1}{p}}\left(\int \left|g(x)\right|^{q}\,\mathrm {d} x\right)^{\frac {1}{q}}.}
可以看出柯西不等式是赫尔德不等式在{\displaystyle p=q=2}的时候的特例。
此外闵可夫斯基不等式也有积分版本。设有正实数{\displaystyle p\geqslant 1}，则对黎曼可积函数{\displaystyle f}和{\displaystyle g}，有以下不等关系：
{\displaystyle \left(\int \left|f(x)+g(x)\right|^{p}\,\mathrm {d} x\right)^{\frac {1}{p}}\leq \left(\int \left|f(x)\right|^{p}\,\mathrm {d} x\right)^{\frac {1}{p}}+\left(\int \left|g(x)\right|^{p}\,\mathrm {d} x\right)^{\frac {1}{p}}.}
对于勒贝格可积的函数，类似的不等式可以帮助构建{\displaystyle L^{p}}空间。
一个函数{\displaystyle f}可积当且仅当函数{\displaystyle |f|}可积，并且{\displaystyle f}的积分的绝对值，小于等于其绝对值的积分：{\displaystyle \left|\int _{\mathcal {I}}f\right|\leqslant \int _{\mathcal {I}}|f|}。如果函数{\displaystyle f}勒贝格可积，那么{\displaystyle |f|}几乎处处有限。

## 微积分基本定理
微积分基本定理是将微分运算（求导运算）和积分运算（原函数）联系在一起的基本定理。从基本定理可以看出微分和积分运算之间的互逆关系。定理叙述如下：
设有在闭区间 {\displaystyle [a,b]} 上连续的可积函数{\displaystyle f}。考虑积分上限函数{\displaystyle F(x)=\int _{a}^{x}f(t)\,\mathrm {d} t}，则{\displaystyle F}在闭区间 {\displaystyle [a,b]} 上连续，在开区间 {\displaystyle (a,b)} 上可导，并且对开区间 {\displaystyle (a,b)} 中任意的{\displaystyle x}有：
{\displaystyle F'(x)=f(x)}
微积分基本定理的一个实用的直接推论，也被称为微积分第二基本定理：
设有在闭区间 {\displaystyle [a,b]} 上连续的可积函数{\displaystyle f}。考虑它的一个原函数{\displaystyle F(x)}，即：
{\displaystyle F'(x)=f(x)}
则{\displaystyle f}在区间 {\displaystyle [a,b]} 上的定积分满足：
{\displaystyle \int _{a}^{b}f(t)\mathrm {d} t=F(b)-F(a).}

## 推广

### 反常积分

这是一个既含有无限积分区间，被积函数也无限的积分

狭义的黎曼积分中，被积函数是定义在闭区间（长度有限）上的函数，因此取值也是在有限区间中。反常积分也称为广义积分，是对更一般区间上的函数定义的积分，研究在狭义黎曼积分的被积函数条件没有满足时，是否能够有积分的定义。一个基本的情形是，被积函数在半开区间 {\displaystyle [a,b)} 上有定义，然而在自变量趋向开区间的某一端（比如说b）时，函数有“瑕点”（函数值趋向无穷或没有极限）。这时候，考察被积函数在闭区间 {\displaystyle [a,b-\varepsilon ]} 上的积分值{\displaystyle I_{\epsilon }}，如果当其中的正实数 {\displaystyle \varepsilon } 趋向于0的时候，积分值{\displaystyle I_{\epsilon }}趋于一个极限{\displaystyle I}，那么就称被积函数在 {\displaystyle [a,b)} 上广义可积，并且称其为瑕积分{\displaystyle I}。这个定义也可以简单地记作：
{\displaystyle \int _{a}^{b}f(x)\,\mathrm {d} x=\lim _{\epsilon \to 0}\int _{a}^{b-\epsilon }f(x)\,\mathrm {d} x}
另一个基本的情形是区间长度为无限大的情形，称为无穷限广义积分。比如说被积函数在在闭区间 {\displaystyle [a,\infty )} 上有定义。考虑被积函数在闭区间 {\displaystyle [a,b]} 上的积分值{\displaystyle I_{b}}，如果当 {\displaystyle b} 趋向正无穷大的时候，积分值{\displaystyle I_{b}}趋于一个极限{\displaystyle I}，那么就称被积函数在 {\displaystyle [a,\infty )} 上广义可积，并且称为无穷限积分{\displaystyle I}。这个定义也可以简单地记作：
{\displaystyle \int _{a}^{\infty }f(x)\,\mathrm {d} x=\lim _{b\to \infty }\int _{a}^{b}f(x)\,\mathrm {d} x}
其余更加复杂的情形包括瑕点在区间内部，或者同时包含了无穷限的情形等等。这些情形都可以拆分为基本情形的组合，然后使用以上的方法探讨广义积分的存在性。比如，考虑函数{\displaystyle f(x)={\frac {1}{(x+1){\sqrt {x}}}}}在正实数区间（0到正无穷）上的积分（如右图所示）。这是一个双重广义积分。一方面函数在0处有瑕点（在0附近趋向正无穷），另一方面函数积分区域是无穷限（直到正无穷大）。这时候可以将这个积分分割为两个部分来考察。比如说以1为界限，左右分割为0到1的积分和1到正无穷大的积分。
首先考察1到正无穷大的部分，依据上述方法，可以首先考察{\displaystyle f(x)}在闭区间 {\displaystyle [1,t]} 上的积分：
{\displaystyle I_{t}=\int _{1}^{t}{\frac {\mathrm {d} x}{(x+1){\sqrt {x}}}}=2\arctan {\sqrt {t}}-{\frac {\pi }{2}}}
当实数 {\displaystyle t} 趋于无穷大的时候，上述积分值的极限为{\displaystyle \lim _{t\to \infty }\left(2\arctan {\sqrt {t}}-{\frac {\pi }{2}}\right)={\frac {\pi }{2}}.} 所以{\displaystyle f(x)}从1到正无穷大的积分可以定义为：
{\displaystyle \int _{1}^{\infty }{\frac {\mathrm {d} x}{(x+1){\sqrt {x}}}}=\lim _{t\to \infty }\int _{1}^{t}{\frac {\mathrm {d} x}{(x+1){\sqrt {x}}}}={\frac {\pi }{2}}}
同样地，考察从0到1的部分，可以首先考察{\displaystyle f(x)}在闭区间 {\displaystyle [s,1]} 上的积分：
{\displaystyle I_{s}=\int _{s}^{1}{\frac {\mathrm {d} x}{(x+1){\sqrt {x}}}}={\frac {\pi }{2}}-2\arctan {\sqrt {s}}}
当正实数 {\displaystyle s} 趋于0的时候，上述积分值的极限为{\displaystyle \lim _{s\to 0}\left({\frac {\pi }{2}}-2\arctan {\sqrt {s}}\right)={\frac {\pi }{2}}.} 所以{\displaystyle f(x)}从0到1的积分可以定义为：
{\displaystyle \int _{0}^{1}{\frac {\mathrm {d} x}{(x+1){\sqrt {x}}}}=\lim _{s\to 0}\int _{s}^{1}{\frac {\mathrm {d} x}{(x+1){\sqrt {x}}}}={\frac {\pi }{2}}}
因此可以定义{\displaystyle f(x)={\frac {1}{(x+1){\sqrt {x}}}}}在正实数区间（0到正无穷）上的积分为这两部分的和：
{\displaystyle \int _{0}^{\infty }{\frac {\mathrm {d} x}{(x+1){\sqrt {x}}}}=\int _{0}^{1}{\frac {\mathrm {d} x}{(x+1){\sqrt {x}}}}+\int _{1}^{\infty }{\frac {\mathrm {d} x}{(x+1){\sqrt {x}}}}={\frac {\pi }{2}}+{\frac {\pi }{2}}=\pi }

### 多重积分
狭义积分的积分范围是实数的一个区间或者可测子集。多重积分将积分范围扩展到多维空间中的区域或可测子集。比如说二重积分的积分范围是平面上的一个区域。这时候积分{\displaystyle \int _{D}f(x)\,\mathrm {d} x}中的变量{\displaystyle x}可以是（赋予了拓扑结构的）向量空间里面的一个向量。富比尼定理证明，在一定条件下，多重积分可以转换为累次积分。也就是说，在多维空间上的积分可以通过转化为多个嵌套的一重积分来计算。通常的方法是将多重的积分变量转变为各个坐标指标上的积分变量。例如，考虑以下二重积分：
{\displaystyle \int _{C}e^{-x^{2}-y^{2}}\,\mathrm {d} \sigma .}
其中的{\displaystyle C=\{(x,y)\;|\;x^{2}+y^{2}\leqslant 1\}}是一个半径为1的圆盘。这个二重积分可以转变成：
{\displaystyle \int _{C}e^{-x^{2}-y^{2}}\,\mathrm {d} \sigma =\int _{-1}^{1}\int _{-{\sqrt {1-y^{2}}}}^{\sqrt {1-y^{2}}}e^{-x^{2}-y^{2}}\,\mathrm {d} x\mathrm {d} y=\int _{0}^{2\pi }\int _{0}^{1}e^{-r^{2}}\,r\mathrm {d} r\mathrm {d} \theta .}

### 路径积分与曲面积分
路径积分也称曲线积分，可以看作是区间上积分的推广。积分的范围不是区间（直线段），而是高维空间中的有向曲线。后者称为积分路径。路径积分有很多种类，当积分路径为闭合曲线时，称为环路积分或围道积分。路径积分的被积函数可以是标量函数（标量场）或向量函数（向量场）。如果被积函数F是一个梯度场，那么F的曲线积分与所取的路径无关，而只与路径的起点和终点的选取有关。与路径积分类似，平面区域的二重积分可以推广为在高维空间中的（有向）曲面上进行积分，称为曲面积分。路径积分和曲面积分是物理学中很重要的工具，例如计算电场或重力场中的做功、量子力学中计算粒子出现的概率，会用到路径积分。流体力学中计算流体的流量、电力学中使用高斯定律计算电场和电荷分布时，会用到曲面积分。

## 种类
- 黎曼积分
- 达布积分
- 勒贝格积分
- 黎曼-斯蒂爾吉斯积分
- 數值積分